# 久米徳太郎
久米 徳太郎（くめ とくたろう、1869年9月4日（明治2年8月11日） - 1924年（大正13年）6月13日）は、大日本帝国陸軍軍人。最終階級は陸軍少将。功四級。

## 経歴・人物
茨城県出身。1891年（明治24年）陸軍士官学校第2期卒業の後、参謀本部附、戸山学校附、近衛歩兵第3連隊附、歩兵第18連隊附、歩兵第6連隊大隊長を務める。
1913年（大正2年）8月に桑名連隊区司令官
1916年（大正5年）4月に陸軍歩兵大佐・歩兵第36連隊長
1920年（大正9年）8月に陸軍少将・歩兵第4旅団長
1922年（大正11年）4月に待命、同年6月に予備役に編入した。